# مقاطعة أوراي (كولورادو)
مقاطعة أوراي (بالإنجليزية: Ouray County)‏ هي إحدى مقاطعات ولاية كولورادو في الولايات المتحدة الأمريكية.